# Wokam
Wokam (ou Tanahbesar) est une île d'Indonésie située en mer d'Arafura. L'île fait partie de l'archipel des Aru dans la province des Moluques. Sa superficie est de 1 604 km2.
Elle abrite les ruines d'un fort construit au XVIIe siècle.